# 구마 겐고

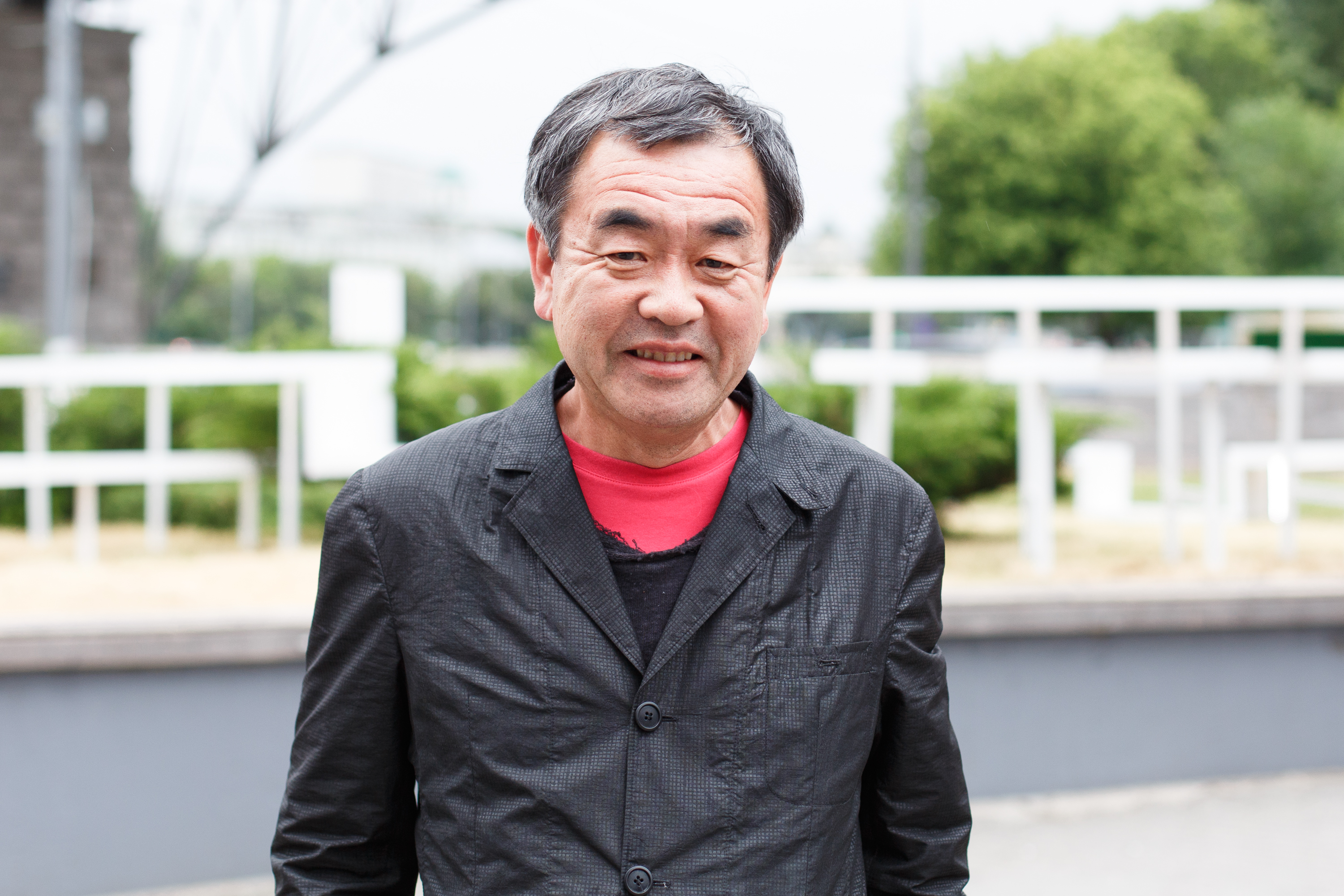

구마 겐고(隈 研吾)는 일본의 건축가, 디자이너이다. 주식회사 구마 겐고 건축도시설계사무소 주재. 도쿄대학특별교수. 고치현립 임업대학교 학장. 기후현립 삼림문화 아카데미 특별초빙교수. 저명한 친족으로는 부인 시노하라 사토코(건축가)와 먼 친척에 고토 유키치(항공기 파일럿)이 있다.
가나가와현 요코하마시 출신. 1990년대 중엽 이래 목재를 사용하는 등 '와'를 이미지한 디자인을 추구하는 동시에, '와의 대가'로 호칭된다. 또한 엄청난 다작가이며 해를 거듭하여 다른 장르의 디자인에도 왕성히 도전하고 있다.